# Daniela Santiago
Daniela Santiago Villena (Málaga, 1 de abril de 1982) es una modelo y actriz española, conocida por interpretar a Cristina Ortiz Rodríguez «la Veneno» en su serie de televisión biográfica Veneno de 2020, por la cual fue premiada con un Premio Ondas.

## Biografía
Daniela Santiago Villena nació el 1 de abril de 1982 en Málaga, España. Su madre es cocinera en Torre del Mar y su padre es cantante (ambos están separados). Poco antes de cumplir los dieciocho años, se instaló en Madrid y comenzó su carrera como modelo.
Tiene seis hermanos.
Posteriormente, estuvo viviendo en Málaga trabajando como maquilladora profesional. A los veintidós años de edad culminó el proceso de cambio de género.
Su primer trabajo televisivo fue un papel protagónico en Veneno, serie de televisión de Atresmedia, y creada por Javier Ambrossi y Javier Calvo sobre la vida de la Veneno. Fue gracias a una amiga de Barcelona que supo que realizaban una audición para dicho proyecto televisivo. Fue descubierta en la audición abierta por Eva Leira y Yolanda Serrano, quienes la seleccionaron por el gran parecido físico que tenía con la Veneno en la época en que se hizo famosa en el programa Esta noche cruzamos el Mississippi de Telecinco. En la serie, interpretó a la Veneno en los años intermedios de su vida, compartiendo el papel estelar con las actrices Jedet e Isabel Torres. Por este papel televisivo, recibió el Premio Ondas de 2020 en la categoría de mejor intérprete femenino en ficción nacional, además de una nominación como mejor actriz protagonista de una serie en los Premios Feroz y otra como mejor interpretación femenina en una serie en los Premios Forqué. Posteriormente, participó en dos episodios de la serie ByAnaMilán.
En enero de 2021 protagonizó el cortometraje Julia, escrito y dirigido por Miguel Ángel Olivares, a favor de la visibilidad trans. En abril del mismo año, se anunció su fichaje para el reparto de Madres paralelas, dirigida por Pedro Almodóvar, que se estrenó en cines en septiembre del mismo año.
En 2022 participó como invitada en un episodio de la segunda temporada de Drag Race España. En ese mismo año, se anunció su participación en el talent show Masterchef Celebritiy 7.

## Filmografía

### Cine
| Año  | Título            | Personaje | Dirección             | Notas         |
| ---- | ----------------- | --------- | --------------------- | ------------- |
| 2021 | Julia             | Julia     | Miguel Ángel Olivares | Cortometraje  |
| 2021 | Madres paralelas  | Modelo    | Pedro Almodóvar       |               |
| 2022 | Treinta Segundos  | Tisbea    | Mina El Hammani       | Cortometraje  |
| TBA  | Amarillo          | Karina    | Eduardo Álvarez       | Posproducción |
| TBA  | Alma. Verano 1981 |           | Marc Romero           | Preproducción |

### Televisión

#### Series de televisión
| Año         | Título     | Personaje                  | Canal               | Notas       |
| ----------- | ---------- | -------------------------- | ------------------- | ----------- |
| 2020        | Veneno     | Cristina Ortiz "La Veneno" | Atresplayer Premium | 6 episodios |
| 2020 - 2021 | ByAnaMilán | Ella misma                 | Atresplayer Premium | 2 episodios |
| 2023        | La Mesías  | Miembro de Wonderland      | Movistar+           | 1 episodio  |

#### Programas de televisión
| Año  | Título               | Canal               | Notas       |
| ---- | -------------------- | ------------------- | ----------- |
| 2022 | Drag Race España     | Atresplayer Premium | Invitada    |
| 2022 | Masterchef Celebrity | La 1                | Concursante |

## Premios y nominaciones
| Año  | Premiación                | Categoría                                     | Trabajo | Resultado | Ref.   |
| ---- | ------------------------- | --------------------------------------------- | ------- | --------- | ------ |
| 2020 | Premios Ondas             | Mejor intérprete femenina en ficción nacional | Veneno  | Ganadora  | [ 7 ]  |
| 2020 | Premios HOY Magazine      | Mejor actriz del año 2020                     | Veneno  | Ganadora  | [ 15 ] |
| 2021 | Premios José María Forqué | Mejor actriz de serie de televisión           | Veneno  | Nominada  | [ 16 ] |
| 2021 | Premios Feroz             | Mejor actriz protagonista de una serie        | Veneno  | Nominada  | [ 17 ] |

## Trabajos publicados
- Mi pequeño mundo (2022). ISBN 9788448028817